# Mathurina Juliette Malanda
Mathurina Juliette Malanda, née le 25 février 1999 à Pointe-Noire, est une karatéka congolaise (RC).

## Carrière
Elle obtient la médaille de bronze en kumite par équipes lors des Championnats d'Afrique de karaté 2020 à Tanger et la médaille de bronze en kumite des moins de 68 kg aux Championnats d'Afrique de karaté 2021 au Caire.